# Danaé (Artemisia Gentileschi)
Pour les articles homonymes, voir Danaé (homonymie).
Danaé est un tableau réalisé par la peintre italienne Artemisia Gentileschi vers 1612. Cette huile sur cuivre est une peinture mythologique qui représente Danaé étendue nue sous la pluie d'or dans laquelle Zeus s'est métamorphosé pour la séduire, et que sa servante debout derrière elle tente d'attraper avec sa robe. Achetée en 1986, l'œuvre est conservée au musée d'Art de Saint-Louis, à Saint-Louis, dans le Missouri, aux États-Unis.